# Олимпијски стадион Тјенцин
Олимпијски стадион Тјенцин је вишенаменски стадион, који се налази у Тјенцину, (Кина. Капацитет 54.696 места за седење. Овај стадион је домаћи стадион фудбалског клуба Тјенцин Џинмен тигрови.
Изградња је започета у августу 2003. и завршена је у августу 2007. године. 
Стадион је био домаћин утакмица за Светско првенство у фудбалу за жене 2007. и прелиминарне утакмице у фудбалу на Летњим олимпијским играма 2008. Такође је био домаћин атлетских такмичења на Националним играма Кине 2017.
Стадион се простире на 78.000 квадратних метара и има капацитет од 54.696 седишта. Дужина стадиона је 380 m (1.250 ft), ширина 270 m (890 ft), а висина 53 метра. Стадион носи надимак „Кап воде“ јер је спољашњи део стадиона дизајниран да подсећа на кап воде. Стадион је коштао скоро 1,5 милијарди јуана.Стадион је дизајнирала фирма АКСС Сатов.
Током 2011. године, стадион је био место одигравања фудбалске утакмице између кинеског Тјенцин ТЕДА Ф.К. и шпанског Реал Мадрида.
На стадиону се налазе спортски објекти, изложбене хале, конференцијске сале и теретане. Такође има капацитете за комплексе за забаву и куповину. Америчка певачица и уметница Мараја Кери извела је „Елусив чантиус шоу” на стадиону 17. октобра 2014, чиме је постала једина међународна уметница која је посетила Тјенцин.